# Cannibal
Cannibal je peti studijski album američkog metal sastava Static-X, objavljen 3. travnja 2007.
To je ujedno i njihov prvi album nakon Machinea s kojeg su objavili tri singla, a to su: "Cannibal", "Behemoth" i "Destroyer". Album su producirali Wayne Static, John Travis i Ulrich Wild. Nalazio se na 36. mjestu Billboard 200 top liste, te je do danas prodano oko 160.000 primjeraka.

## Popis pjesama
1. "Cannibal" – 3:13
2. "No Submission" – 2:42
3. "Behemoth" – 3:00
4. "Chemical Logic" – 3:51
5. "Destroyer" – 2:47
6. "Forty Ways" – 3:01
7. "Chroma-Matic" – 2:44
8. "Cuts You Up" – 3:26
9. "Reptile" – 2:31
10. "Electric Pulse" – 2:40
11. "Goat" – 3:48
12. "Team Hate" – 3:25

### Bonus pjesme
- "Light It Up" – 3:11
- "I'm the One" (Wayne Static's Disco Destroyer Remix) – 3:37
- "Get Up and Boogie" – 2:25
- "Beneath, Between, Beyond" – 3:00

## Top liste

### Album
| Godina | Top lista       | Pozicija |
| ------ | --------------- | -------- |
| 2007.  | Billboard 200   | 36       |
| 2007.  | Top Rock Albums | 8        |
| 2007.  | ARIA Charts     | 26       |

### Singlovi
| Godina | Singl       | Top lista              | Pozicija |
| ------ | ----------- | ---------------------- | -------- |
| 2007.  | "Destroyer" | Mainstream Rock Tracks | 23       |

## Produkcija
- Static-X
  - Wayne Static – vokal, ritam gitara, klavijature
  - Koichi Fukuda – gitara
  - Tony Campos – bas-gitara, prateći vokal
  - Nick Oshiro – bubnjevi